# Ben 10: Galactic Racing
Ben 10: Galactic Racing è un videogioco di guida ispirato a i personaggi della serie d'animazione Ben 10, prodotto per PlayStation 3, Xbox 360, Nintendo DS, Wii, PlayStation Vita e Nintendo 3DS, pubblicato in America Settentrionale il 18 ottobre 2011 ed il 25 novembre 2011 in Europa. Ufficialmente annunciato in occasione dell'E3 2011 il 7 giugno, il titolo è pubblicato dalla D3 Publisher e sviluppato dalla Monkey Bar Games.

## Personaggi
Il gioco si svolge utilizzando un insieme di 15 personaggi giocabili. Sono i seguenti:
| Personaggio        | Abilità Speciale                                                                                              |
| ------------------ | --- |
| Ben Tennyson       | Si trasforma casualmente in un alieno.                                                                        |
| Kevin Levin        | Spara dei missili che ribaltano i kart.                                                                       |
| Inferno            | Fa surf sulla vettura per guadagnare velocità e al contempo spara fuoco.                                      |
| Tigre              | Tigre allunga gli artigli per creare onde di velocità e intanto ribalta i kart.                               |
| Diamante           | Spara diamanti e ribalta i kart.                                                                              |
| Scattofelino       | Crea un'onda di vento per ottenere la massima velocità e contemporaneamente colpisce i kart sul suo percorso. |
| Gelone             | Soffia il suo alito congelante e blocca temporaneamente i kart per avere un vantaggio.                        |
| Fangofiammante     | Soffia sui kart del fumo di palude intossicando i personaggi facendoli fermare temporaneamente.               |
| Ultra Omosauro     | Spara i missili sui kart fermandoli temporaneamente.                                                          |
| 2x2                | Sbatte le braccia causando un'ondata di pietre che ribalta i kart avversari                                   |
| Ultra Rotolone     | Rotola sugli avversari fermandoli temporaneamente                                                             |
| Anfibio Fulminante | Crea un'onda di elettricità che ribalta i kart.                                                               |
| Ultra Eco Eco      | Crea un'onda sonica che blocca i kart temporaneamente.                                                        |
| Scimparagno        | Scimparagno lancia un'onda di ragnatele che intrappola gli avversari tenmporaneamente.                        |
| Pelle d'Oca        | Pelle d'Oca con la sua telecinesi ribalta i kart.                                                             |
| Vilgax             | Lancia un'ondata di raggi laser ribaltando i kart.                                                            |

## Galactic Grand Prix Circuits
Il gioco si giocherà in cinque diversi mondi alieni.
| Circuito     | Pianeta d'origine alieno |
| ------------ | ------------------------ |
| Vuoto Totale | Guardiani del Vuoto      |
| Vulpin       | Bestiale                 |
| Piscciss     | Mastica                  |
| Kylmyss      | Gelone                   |
| Primus       | Voliticus Biopsis        |